# Zhang Boheng
Zhang Boheng (chinês: 張博恒, Changsha, 4 de março de 2000)  é um ginasta artístico chinês, campeão mundial  e medalhista olímpico. 

## Carreira
Zhang começou a fazer ginástica quando tinha quatro anos porque seus pais queriam que ele crescesse em forma. Ele treinou na Escola de Ginástica de Changsha com o treinador Qiu Qi. Em 2009, o ginasta ingressou na Equipe Provincial de Hunan.  Quando tinha 16 anos, ele quebrou a perna, mas essa lesão o inspirou a levar seu treinamento de ginástica mais a sério.
"A ginástica era como um hobby para mim quando eu era criança, e naquela época eu nunca pensei que poderia ser uma carreira para mim. [...] Eu estava em uma encruzilhada e pensei que deveria desistir ou tratar a ginástica como um negócio sério. Eu disse a mim mesmo que era hora de parar de brincar e que eu precisava me esforçar ao máximo." 

### 2018–20
Em 2018, esteve no Campeonato Chinês de Ginástica Artística em Zhaoqing, representando a província de Hunan e obtendo a medalha de prata por equipes. Mais tarde naquele ano, começou a treinar com a seleção chinesa no final de 2018. Já no Campeonato Chinês de 2019, novamente em Zhaoqing, Zhang não subiu no pódio, mas terminou a competição no sétimo lugar no individual geral, quinto lugar na final das argolas e quarta colocação na barra fixa. Posteriormente em 2019, ele conquistou a medalha de bronze no salto do Campeonato Individual Chinês, com uma pontuação final de 14.216.
No Campeonato Chinês de Ginástica Artística de 2020, realizado de 21 a 28 de setembro em Zhaoqing mais uma vez, Zhang ficou com a quinta posição no individual geral e quarto lugar no solo e nas barras paralelas. No mês seguinte, disputou o Campeonato Individual Chinês de 2020, conquistando a prata no cavalo com alças e o bronze nas argolas. No dia 8 de novembro, participou da Competição da Amizade e Solidariedade de 2020 em Tóquio, competindo pelo Time Amizade que perdeu para o Time Solidariedade.

### 2021–22
De 4 a 9 de maio de 2021, ele esteve novamente no Campeonato Chinês de Ginástica Artística em Chengdu, conquistando o ouro no solo, a prata na final do individual geral, onde foi superado pelo ginasta Xiao Ruoteng, bem como o segundo lugar por equipes junto ao time da província de Hunan. No mesmo ano, ele foi um dos 12 homens chineses selecionados para o time de treinamento olímpico. Apesar de ter alcançado o primeiro lugar no individual geral nas seletivas olímpicas para os Jogos Olímpicos de Verão de 2020 em Tóquio, Zhang Boheng entrou na equipe como membro reserva, tendo sua falta de experiência apontada como motivo de sua exclusão da equipe principal. Apesar disso, mais tarde no mesmo ano, ele falou que acredita que ganhou uma experiência importante enquanto treinava para os jogos.
“Perder Tóquio 2020 foi, na verdade, uma experiência de aprendizado muito preciosa para mim. Fiz campanha para as Olimpíadas junto com meus companheiros de equipe, e isso me permitiu crescer e aprender imensamente. Você não pode olhar apenas para o resultado final e ver se cheguei às Olimpíadas ou não. Você também tem que olhar para o processo, e eu sei que foi uma experiência da qual ganhei muito.” 
Na 14.ª edição dos Jogos Nacionais da China em setembro de 2021, ele conquistou a medalha de prata no individual geral, sendo superado pelo veterano Xiao Ruoteng. Também conseguiu a prata na final por equipes, competindo pela província de Hunan e sendo superados pela equipe de Jiangsu, bem como a medalha de bronze na competição do solo, ficando atrás de Su Weide e Deng Shudi. Em outubro, no Campeonato Mundial de Ginástica Artística de 2021 em Kitakyushu, Zhang teve sua estreia numa competição internacional, onde conquistou a medalha de ouro no individual geral com a nota de 87.981, superando o campeão olímpico Daiki Hashimoto por uma diferença de 0.017. 
"Vencer o campeão olímpico Hashimoto e ganhar a medalha de ouro é uma grande conquista. [...] Acho que, como campeão olímpico, Hashimoto estava sob muito mais pressão do que eu."
Zhang foi o quinto homem chinês a vencer a competição do individual geral em um Mundial, além de ser o primeiro ginasta a vencer o título geral mundial em sua estreia na competição desde que o japonês Uchimura Kohei venceu seu primeiro título em 2009. Após a conquista do individual geral, o ginasta chinês desistiu das competições finais dos aparelhos.
Em setembro de 2022, Zhang venceu seu primeiro título geral no Campeonato Chinês de Ginástica Artística de 2022 em Hangzhou, ganhando a medalha de ouro também no solo e na barra fixa, além da prata por equipes junto ao time de Hunan e ainda o bronze no cavalo com alças e nas barras paralelas. No Mundial de 2022 em Liverpool, obteve o título na prova por equipes ao lado dos ginastas Sun Wei, Yang Jiaxing, You Hao, Zou Jingyuan e o reserva Su Weide. Em razão de estar lidando com lesões no pulso e na cintura na época, Zhang diminuiu a dificuldade em sua série no solo. No entanto, ainda obteve a medalha de prata no individual geral, enquanto Daiki Hashimoto ficou com o ouro. 

### 2023–24
Em maio de 2023, Zhang defendeu seu título geral no Campeonato Chinês de 2023 em Jinan, conquistando o ouro pela segunda vez no geral, além de também seu segundo ouro na barra fixa. Ele foi escolhido para competir nos Jogos Mundiais Universitários de 2021 em Chengdu, realizados de 28 de julho a 8 de agosto de 2023, ao lado de Zou Jingyuan, Shi Cong, Su Weide e Lan Xingyu. A equipe ganhou a medalha de ouro, superando o time japonês. Na final do individual geral, o ginasta chinês caiu da barra fixa, mas ainda assim ganhou a medalha de ouro por 0,335 à frente do compatriota Shi Cong. Nos Jogos Asiáticos de 2022 em Hangzhou, Zhang conquistou o ouro por equipes, no individual geral e na barra fixa, além da prata no solo, sendo superado pelo sul-coreano Kim Han-sol. Como os Jogos Asiáticos ocorreram na mesma época do Mundial de 2023, Zhang não competiu no Mundial naquele ano. 
No Campeonato Chinês de 2024 em Zhaoqing, Zhang conquistou a medalha de prata por equipes, representando o time de Hunan. Ele desistiu da final do individual geral do campeonato chinês devido a uma lesão nas costas. Zhang ainda competiu na final do cavalo com alças, ganhando a medalha de bronze, além de um quinto lugar nas argolas.

Nos Jogos Olímpicos de Verão de 2024 em Paris, Zhang Boheng esteve representando a China na equipe principal masculina, ao lado dos ginastas Liu Yang, Su Weide, Xiao Ruoteng e Zou Jingyuan. A equipe chinesa se classificou em primeiro lugar na classificatória, enquanto Zhang se classificou na primeira posição na classificatória do individual geral e da barra fixa, também indo para a final das barras paralelas, se classificando na segunda posição, e para a final do solo, ficando na sexta colocação na classificatória.
“Nossa equipe teve um desempenho excelente. Todos se saíram muito bem e mostraram um ótimo espírito de equipe. Todos sabemos que esta é apenas a fase de qualificação e estou levando um dia de cada vez.”
Na final por equipes, a equipe chinesa acabou sendo superada pelo Japão, após uma sucessão de quedas na realização das séries de alguns aparelhos, conquistando assim a medalha de prata. Na final do individual geral, Zhang foi superado pelo japonês Shinnosuke Oka, sendo prejudicado ao cair durante o exercício do solo e ficando com a medalha de prata mais uma vez. Terminou na oitava posição na final do solo, aterrissando fora dos limites do tablado durante a execução de sua série. Nas barras paralelas, ficou na quarta colocação na final do aparelho, atrás do chinês Zou Jingyuan, do ucraniano Illia Kovtun e do japonês Shinnosuke Oka. Na final da competição da barra fixa, acabou caindo ao aterrissar no final de sua série, no entanto conquistou a medalha de bronze ao lado do taiwanês Tang Chia-hung, com quem empatou na pontuação, ambos sendo superados pelo japonês Shinnosuke Oka e pelo colombiano Ángel Barajas. 

### 2025
Em maio de 2025, Zhang esteve participando do Campeonato Chinês de Ginástica Artística em Nanning. Na ocasião, conquistou o segundo lugar com a equipe de Hunan na competição por equipes. Na disputa do individual geral, conquistou seu terceiro título com o somatório de 82.965, com Shi Cong e Lan Xingyu completando o pódio. Ele ainda competiu nas finais de solo e das argolas, porém não alcançou bons resultados.